# 川島鈴鹿建築計画
川島鈴鹿建築計画（かわしますずかけんちくけいかく）は、日本の建築設計事務所。鈴鹿美穂と川島茂が共同主宰を務める。代表作に「1×1/2×2」、T200CBMなど。
主宰者の一人である川島茂（かわしま しげる、1965年 - ）は現在、鹿児島県立短期大学生活科学科教授。京都府生まれ。1990年日本大学理工学部建築学科卒業。1992年 日本大学大学院理工学研究科建築学専攻博士課程前期修了。1992年から1999年竹中工務店大阪本店設計部。1999年、川島鈴鹿建築計画共同設立。1999年-2003年、日本大学理工学研究所・日本大学理工学部駿河台校舎1号館建設委員会。2004年から計画・設計工房にも在籍。2007年-2013年まで日本大学理工学部建築学科非常勤講師。
業績等に、1998年 平成10年度リフォームコンペ　奨励賞。2000年 友だち村コア施設設計競技　6選。森と水の文化館・真下慶治記念美術館で2005年 次代につなぐやまがた景観賞。日本大学理工学部駿河台校舎1号館で2004年 BCS賞、2005年 東京建築賞　優秀賞、2回 環境・設備デザイン賞 最優秀賞、2005年 日本建築学会作品選奨。2006年 山形大学工学部創設100周年記念会館 設計者選定プロポーザルコンペ　1等入選。2007年 山形県村山市総合文化複合施設（甑葉プラザ）プロポーザルコンペ　1等入選し、2011年 グッドデザイン賞、2011年 全建賞、2012年 東北建築賞。2011年 大分県立美術館プロポーザルコンペ　19選。森と水の文化館・真下慶治記念美術館で2012年 公共建築賞　優秀賞。
2013年 伊豆の国市／伝統芸能会館(仮称)建築設計提案競技　優秀賞。L×4で第42回東京建築賞戸建住宅部門優秀賞。
展覧会出展に、2004年 東京家政学院大学KAV祭OB展。OZONEハウジング・コンシェルジュ（2005～2006年）2012年 2月 OZONE「建築家と建てた理想の住まい100選」、2014年 9月 Timberrize TOKYO 2020など。
メディアは 「東京カレンダー」2004年 10月号、 「モダン・リビング 快楽住宅-2」2004年 12月、 「建築家の自邸-2」2005年 8月、「LiVES」2005年 1月号、2008年 3月号、2013年 11月号、2008年 1月号。 「建築家が建てた妻と娘のしあわせな家」2014年 7月、 「ミセス」2010年 4月号。「プラチナ サライ」2009年 11月号。「新建築 住宅特集」2013年 8月号、 「Gainer」（2014年 5月号）など。他に日本テレビ「汐留スタイル」（2005年 2月）テレビ朝日「裸の少年」（2005年 11月）「豪邸・珍邸・こだわりの家 vil.7」（2006年 4月）TBS「イブニングファイブ」（2006年 6月）毎日放送「住人十色」（2010年 2月）テレビ東京「日曜ビックバラエティ」（2011年 7月）「完成！ドリームハウス」（2015年4月）BS JAPAN「辰巳啄郎のリフォームの魔法」（2005年 11月）など。